# Hollywood Vampires
Hollywood Vampires é o terceiro álbum de estúdio da banda L.A. Guns, lançado em 1991.

## Faixas
Todas as faixas foram escritas por Mick Cripps, Tracii Guns, Phil Lewis, Kelly Nickels e Steve Riley, exceto onde indicado:
1. "Over the Edge" – 5:41
2. "Some Lie 4 Love" – 3:34
3. "Kiss My Love Goodbye" (L.A. Guns/Steve Diamond) – 4:42
4. "Here It Comes" – 4:37
5. "Crystal Eyes" – 5:54
6. "Wild Obsession" – 4:14
7. "Dirty Luv" – 4:29
8. "My Koo Ka Choo" (L.A. Guns/Jim Vallance) – 4:06
9. "It's Over Now" (L.A. Guns/Jim Vallance) – 4:10
10. "Snake Eyes Boogie" – 2:56
11. "I Found You" – 3:43
12. "Big House" – 4:12
13. "Ain't the Same" (faixa bónus no Japão)

## Créditos
- Phil Lewis - vocalista
- Tracii Guns - guitarra, vocais, teremim
- Mick Cripps - guitarra rítmica, vocais, teclas
- Kelly Nickels - baixo, vocais
- Steve Riley - bateria, vocais, percussão

## Críticas
- Allmusic [1]